# Carme Serrallonga i Calafell
Carme Serrallonga i Calafell (Barcelona, 3 d'abril de 1909 - 30 de novembre de 1997) fou una pedagoga i traductora catalana.

## Formació
Estudia a l'Escola Francesa fins als catorze anys, quan començà el batxillerat. El 1931 es llicencià en Filosofia i Lletres a la Universitat de Barcelona, on aprengué llatí, grec, hebreu i àrab. Tot just acabada la carrera, el Dr. Josep Estalella l'engrescà a participar en la fundació de l'Institut Escola (1932), centre creat a imatge del Instituto Escuela de la Institución Libre de Enseñanza, referent educatiu per la seva qualitat formativa.
Al cap de poc, però, atreta per la investigació, deixà l'escola durant una temporada per anar a Madrid a fer el doctorat. A Madrid, visqué a la Residencia de Señoritas (branca femenina de la mítica Residencia de Estudiantes) i assistí a les classes de Sánchez Albornoz, Menéndez Pidal o Américo Castro, i a les conferències magistrals de Pedro Salinas i Jorge Guillén, entre d'altres.

## Tasca pedagògica
El març del 1939, quan les tropes franquistes entraren a Barcelona, fundà l'escola Isabel de Villena amb altres professors i professores i pares i mares d'alumnes del desaparegut Institut-Escola. L'escola continuà la tasca pedagògica iniciada durant la Segona República Espanyola i durant la postguerra és considerada pionera de la coeducació, de l'ensenyament en català malgrat la persecució de les autoritats franquistes, del desenvolupament de la creativitat dels alumnes a través de la música, el teatre i les arts plàstiques i la no inculcació ideològica ni religiosa. L'any 1958 funda també Estudis Eiximenis, la branca per a nens, tot i que el nom només era un formalisme i nois i noies estudiaven junts. Fou en aquesta etapa quan s'hi va incorporar Ricard Albert i Llauró, que va codirigir la institució amb Serrallonga. Uns anys abans, ell havia estat qui, des de l'Institut d'Estudis Catalans, havia salvat els documents de Francesc Macià de mans dels franquistes, quan aquests van entrar a Barcelona.

## Interès teatral i traducció literària
L'any 1960 Ricard Salvat i Maria Aurèlia Capmany fundaren l'Escola d'Art Dramàtic Adrià Gual (EADAG), i l'endemà de la seva creació Carme Serrallonga hi fou convidada a impartir classes d'ortofonia, que amb el temps tindrien alumnes com Josep Maria Flotats, Enric Majó i Joan Pera.
El seu interès pel teatre i l'excel·lent domini que tenia del llenguatge, l'empenyeren a començar a traduir de diverses llengües (alemany, anglès, francès i italià). Girà al català una vintena d'obres de teatre universal d'autors de renom com Jean Genet, Bertolt Brecht o Friedrich Dürrenmatt. Fou cèlebre en els anys seixanta la seva versió de l'obra de Brecht La bona persona de Sezuan, que interpretà Núria Espert, dirigida per Salvat. I també També participà en els muntatges de Ronda de mort a Sinera, d'Espriu, a càrrec de la Companyia Adrià Gual. També va col·laborar amb la Companyia Flotats, que representà traduccions seves, com ara l'obra d'Ettore Scola Una jornada particular; o amb el Teatre Lliure, que representà la seva versió de l'obra de Jean Genet El balcó, dirigida per Lluís Pasqual.
També va traduir novel·les de Goethe, Alfred Döblin, Heinrich Böll, E.M. Forster o Pirandello, entre d'altres, i llibres per a joves i infants, entre els quals cal destacar Jim Botó i Lluc el maquinista, de Michael Ende.
El seu esperit vitalista i ple de curiositat l'empenyé a aprendre rus pocs anys abans de morir, el 1997: volia llegir Txèkhov en la seva llengua originària i traduir, per plaer, un llibre de poesies d'Anna Akhmàtova.

## Reconeixements
La seva tasca científica i humana, com a pedagoga i com a traductora, li ha estat reconeguda àmpliament i l'ha fet mereixedora de la Creu de Sant Jordi (1989) de la Generalitat de Catalunya, el Premi Ciutat de Barcelona de traducció (1993) per la versió catalana de la novel·la A la glorieta, de Jane Bowles, i el Premi Nacional de les Arts Escèniques (1993).
En el seu honor, es va constituir la Fundació Carme Serrallonga, que és titular de l'Escola Isabel de Villena. També la Universitat de Barcelona i la Direcció General de Política Lingüística van instituir el 1994 el Premi Carme Serrallonga amb què anualment es reconeix el foment de la llengua catalana.
L'any 2016 es presenta l'exposició Parlaré a classe. Isabel de Villena, una experiència pedagògica singular sobre l'obra de Serrallonga i l'escola Isabel de Villena

## Traduccions
- El pa dels anys joves (Das Brot der frühen Jahre) de Heinrich Böll. Barcelona: Edicions 62, 1965.
- Berlín Alexanderplatz d'Alfred Döblin. Barcelona: Edicions de 1984, 1987.
- En Jim Botó i en Lluc el maquinista (Jim Knopf und Lukas der Lokomotivführer) de Michael Ende. Barcelona: Editorial La Galera, 1983
- La bona persona de Sezuan (Gute Mensch von Sezuan) de Bertolt Brecht. Barcelona: Editorial Aymà, 1967.
- La ronda., d'Arthur Schnitzler. Barcelona: Institut del Teatre de la Diputació de Barcelona / Edicions del Mall, 1987.
- El Príncep i el captaire (The prince and the pauper) de Mark Twain. Barcelona: Editorial La Galera, 1983.
- Una habitació amb bona vista, d'Edward Morgan Forster. Barcelona: Edicions Proa (Biblioteca A tot vent, 251)
- A la glorieta (In the summer house) de Jane Bowles, 1993